# Placówka Straży Granicznej I linii „Żukowo”
Placówka Straży Granicznej I linii „Żukowo” – jednostka organizacyjna Straży Granicznej pełniąca służbę ochronną na granicy polsko-gdańskiej.

## Formowanie i zmiany organizacyjne
Rozporządzeniem Prezydenta Rzeczypospolitej Polskiej Ignacego Mościckiego z 22 marca 1928 roku, do ochrony północnej, zachodniej i południowej granicy państwa, a w szczególności do ich ochrony celnej, powoływano z dniem 2 kwietnia 1928 roku  Straż Graniczną. 
Rozkazem nr 1 z 29 kwietnia 1929 roku  w sprawie zmian organizacji Pomorskiego Inspektoratu Okręgowego komendant Straży Granicznej płk Jan Jur-Gorzechowski powołał do życia i ustalił organizację komisariatu „Kartuzy”. Rozkazem nr 12 z 10 stycznia 1930 roku  w sprawie reorganizacji Pomorskiego Inspektoratu Okręgowego komendant Straży Granicznej zarządził nową strukturę organizacyjną. Placówka Straży Granicznej II linii „Żukowo” znalazła się w jego składzie.
Rozkazem nr 3 z 29 listopada 1933 roku w sprawach organizacyjnych, komendant Straży Granicznej płk Jan Jur-Gorzechowski przemianował placówkę II linii „Żukowo” na placówkę I linii.

## Struktura organizacyjna
Organizacja w styczniu 1930:
- posterunek informacyjny Straży Granicznej „Stara Piła”
- posterunek informacyjny Straży Granicznej „Kokoszki”